# Phacelia franklinii
Phacelia franklinii là loài thực vật có hoa trong họ Mồ hôi. Loài này được (R. Br.) A. Gray miêu tả khoa học đầu tiên năm 1856.